# Autostrada A22 (Portugalia)
Autostrada A22 (în portugheză Via do Infante de Sagres), cunoscută și sub numele de Via do Infante, sau Via Longitudinal do Algarve, este o autostradă portugheză care traversează longitudinal regiunea Algarve. Până la mijlocul anilor 2000, cea mai mare parte a Via do Infante nu a fost considerată o autostradă, ci mai degrabă o autostradă cu profil de autostradă transversală (similar cu IC19 sau IC32), fiind numerotată ca IC4 până la Guia și ca IP1 de acolo până la granița Castro Marim.
Face legătura între Lagos și granița dintre Castro Marim/Vila Real de Santo António. Începe la vest de Lagos, în Bensafrim, și trece pe lângă Portimão, Lagoa, Silves și Albufeira înainte de a intersecta autostrada A2 în Ferreiras, care face legătura cu Lisabona și Alentejo. De acolo trece prin Loulé, Faro, Olhão, Tavira, Castro Marim și Vila Real de Santo António, terminând lângă Podul Internațional Guadiana, care se învecinează cu Spania.
Prima sa secțiune a fost inaugurată în august 1991, împreună cu Podul Internațional Guadiana. În următorii doi ani, mai mult de jumătate din traseu a fost finalizat, odată cu deschiderea autostrăzii IP 1 între Castro Marim și Faro, în decembrie 1992, și între capitala Algarve și Guia (Albufeira) în 1993. Aceste prime două secțiuni au fost construite direct de statul portughez prin Junta Autónoma de Estradas. Acolo, IP1 (astăzi IC1) a mers spre nord (cu un profil de autostradă cu 1 bandă), spre Alentejo și Lisabona, ratând prelungirea Via do Infante spre vestul Algarve, integrată în IC4.
Cu toate acestea, această extindere a avut loc abia în deceniul următor, odată cu deschiderea tronsonului Guia-Alcantarilha, în mai 2000. Această secțiune a fost, de asemenea, construită direct de statul portughez (prin Institutul Portughez de Drumuri, care a succedat Consiliului Autonom de Drumuri în 1999). În 2000, statul a integrat secțiunile din V.
Via do Infante (și mai târziu, A22) a fost concesionată în regim de taxare virtuală / SCUT din anul 2000, fiind operată de Euroscut, însă din 8 decembrie 2011 taxele de drum au început să fie percepute printr-un sistem exclusiv electronic. În 2015, contractul de concesiune din Algarve a fost modificat: concesiunea s-a bazat pe un regim de disponibilitate, adică concesionarul a fost remunerat exclusiv pe baza numărului de zile în care A22 a fost operațional și nu pe baza unui amestec între acest număr de zile și traficul înregistrat (cum a fost cazul modelului de taxare virtuală). În această revizuire a contractului, s-a stabilit, de asemenea, că veniturile din taxele de trecere au fost livrate către Infraestruturas de Portugal, care a plătit Euroscut costurile de colectare a taxelor rutiere.
În 2016, Euroscut a fost cumpărată de Cintra Infraestructures, iar concesiunea a fost redenumită Via do Infante.
A22 a înregistrat între octombrie și decembrie 2012 
În ultimul trimestru al anului 2012, vârful pauzelor în Via do Infante a avut loc în noiembrie. În această lună, comparativ cu aceeași din anul precedent, au circulat cu 55,5% mai puține vehicule în acel vechi Scut (-6.215 vehicule zilnice).
Taxele de drum pe Via do Infante au generat venituri de 28,2 milioane de euro în 2014, ceea ce a reprezentat o creștere de 4,5 milioane față de anul precedent.